# Algoritmo do vizinho mais próximo

Exemplo de aplicação do Algoritmo do Vizinho mais Próximo, na resolução de um problema, utilizando sete cidades. ￼Ajuda

O algoritmo do vizinho mais próximo foi, na ciência da computação, um dos primeiros algoritmos utilizados para determinar uma solução para o problema do problema do caixeiro viajante. Ele gera rapidamente um caminho curto, mas geralmente não o ideal.
Abaixo está a aplicação do algoritmo do vizinho mais próximo ao problema do caixeiro viajante.
Estes são os passos do algoritmo:
1. escolha um vértice arbitrário como vértice atual.
2. descubra a aresta de menor peso que seja conectada ao vértice atual e a um vértice não visitado V.
3. faça o vértice atual ser V.
4. marque V como visitado.
5. se todos os vértices no domínio estiverem visitados, encerre o algoritmo.
6. Se não vá para o passo 2.

A seqüência dos vértices visitados é a saída do algoritmo.
O algoritmo do vizinho mais próximo é fácil de implementar e executar rapidamente, mas às vezes pode perder rotas mais curtas, que são facilmente notadas com a visão humana, devido à sua natureza "gananciosa". Como um guia geral, se os últimos passos do percurso são comparáveis em comprimento aos dos primeiros passos, o percurso é razoável; se eles são muito maiores, então é provável que existam percursos bem melhores. 

## Exemplo de código fonte
Exemplo simples em Java do algoritmo do vizinho mais próximo para encontrar o caminho mais curto em um grafo completo.
```
import
 
java.util.ArrayList
;

import
 
java.util.Arrays
;

import
 
java.util.List
;

public
 
class
 
NearestNeighbour
 
{

    
private
 
int
[][]
 
graph
;

    
private
 
int
 
numNodes
;

    
private
 
List
<
Integer
>
 
path
;

    
public
 
NearestNeighbour
(
int
[][]
 
graph
)
 
{

        
this
.
graph
 
=
 
graph
;

        
this
.
numNodes
 
=
 
graph
.
length
;

        
this
.
path
 
=
 
new
 
ArrayList
<>
();

    
}

    
public
 
List
<
Integer
>
 
getShortestPath
(
int
 
startNode
)
 
{

        
// Adiciona o nó inicial ao caminho

        
path
.
add
(
startNode
);

        
// Enquanto não visitou todos os nós

        
while
 
(
path
.
size
()
 
<
 
numNodes
)
 
{

            
// Seleciona o vizinho mais próximo

            
int
 
currentNode
 
=
 
path
.
get
(
path
.
size
()
 
-
 
1
);

            
int
 
nextNode
 
=
 
getNearestNeighbour
(
currentNode
);

            
// Adiciona o vizinho mais próximo ao caminho

            
path
.
add
(
nextNode
);

        
}

        
// Adiciona o nó inicial novamente para fechar o caminho

        
path
.
add
(
startNode
);

        
return
 
path
;

    
}

    
private
 
int
 
getNearestNeighbour
(
int
 
node
)
 
{

        
int
 
nearestNeighbour
 
=
 
-
1
;

        
int
 
shortestDistance
 
=
 
Integer
.
MAX_VALUE
;

        
// Procura o vizinho mais próximo não visitado

        
for
 
(
int
 
i
 
=
 
0
;
 
i
 
<
 
numNodes
;
 
i
++
)
 
{

            
if
 
(
i
 
!=
 
node
 
&&
 
!
path
.
contains
(
i
)
 
&&
 
graph
[
node
][
i
]
 
<
 
shortestDistance
)
 
{

                
nearestNeighbour
 
=
 
i
;

                
shortestDistance
 
=
 
graph
[
node
][
i
]
;

            
}

        
}

        
return
 
nearestNeighbour
;

    
}

    
public
 
static
 
void
 
main
(
String
[]
 
args
)
 
{

        
// Grafo completo com pesos

        
int
[][]
 
graph
 
=
 
{

                
{
0
,
 
2
,
 
9
,
 
10
},

                
{
2
,
 
0
,
 
6
,
 
4
},

                
{
9
,
 
6
,
 
0
,
 
8
},

                
{
10
,
 
4
,
 
8
,
 
0
}

        
};

        
// Cria o objeto do algoritmo

        
NearestNeighbour
 
nn
 
=
 
new
 
NearestNeighbour
(
graph
);

        
// Encontra o caminho mais curto a partir do nó 0

        
List
<
Integer
>
 
shortestPath
 
=
 
nn
.
getShortestPath
(
0
);

        
// Imprime o caminho mais curto

        
System
.
out
.
println
(
"Caminho mais curto: "
 
+
 
Arrays
.
toString
(
shortestPath
.
toArray
()));

    
}

}

```